# Candidaturas a los Juegos Panamericanos de 2027
La elección de la sede para los Juegos Panamericanos de 2027 (conocidos como los XX Juegos Panamericanos), tuvo dos procesos para definir al país anfitrión. Dichos procesos iniciaron con la elección de Barranquilla en 2021 y finalizaron con Lima, volviendo a ser sede en 2024.

## Primera elección de sede

### Candidaturas oficializadas
- Barranquilla: El 16 de agosto de 2018, el alcalde Alejandro Char anunció que presentaría la candidatura de la ciudad para albergar los Juegos de 2027,[1] debido al éxito en la organización y realización de los Juegos Centroamericanos y del Caribe 2018. Finalmente, la ciudad fue elegida sede el 16 de junio de 2021.[2] El 7 de noviembre de 2023 fue constituido en Barranquilla el Comité Organizador de los Juegos Panamericanos de 2027.[3]

Logotipo temporal de los Juegos Panamericanos de 2027

| Asamblea General Extraordinaria de Panam Sports 16 de junio de 2021, Santiago, Chile |            |
| Ciudad                                                                               | Votación   |
| Barranquilla (COL)                                                                   | Unanimidad |

### Candidaturas descartadas
- Buenos Aires: El 21 de abril de 2017, el presidente del COA Gerardo Werthein anunció que retirarán la candidatura de Buenos Aires para los Juegos Panamericanos de 2027 debido a motivos presupuestarios, añadiendo que la ciudad postulará a otra candidatura para la edición de 2031 o 2035.[4]
- Santa Cruz de la Sierra: El 14 de enero de 2019, el ministro de Deportes de Bolivia Tito Montaño manifestó su interés por la candidatura a los Juegos Panamericanos. Aunque no se ha determinado una ciudad específica, Montaño dijo que en las próximas semanas se determinará una ciudad candidata. Bolivia nunca ha presentado una candidatura para los Juegos. El 2 de mayo de 2019, los funcionarios locales anunciaron que la ciudad tiene la intención de presentar una oferta para el evento. El proyecto fue presentado al presidente de PanAm Sports, Neven Ilic.[5]

#### Ciudades interesadas
- Cochabamba:[6] El presidente Evo Morales anunció el 2 de junio de 2018 que su país presentará una candidatura para albergar los juegos de 2027.[7] Morales señaló a la ciudad de Cochabamba como la principal carta de presentación tras la realización de los Juegos Suramericanos de 2018.[8]
- Quito: El presidente del Comité Olímpico Ecuatoriano Augusto Morán afirmará que la ciudad ecuatoriana buscaría ser la sede de los Juegos Panamericanos de 2027. Prometerá revisar los errores de la candidatura pasada para lograr ser sede. Quito fue elegida una sola vez como candidata a la sede para 1987, pero siendo en esa ocasión traspasado a Indianápolis hicieron que no se llevaran a cabo.[9]
- Bogotá: La alcaldesa Claudia López anunció el 31 de julio de 2020 que le envió una comunicación al Comité Olímpico Colombiano expresando la intención de postular a la ciudad para organizar los juegos.[10]

### Retiro de la sede
El 3 de enero de 2024 Panam Sports anunció el retiro de la sede a Barranquilla debido a que el gobierno nacional no giró un dinero correspondiente a los derechos de realización de las justas antes del 31 de diciembre de 2023.

## Segunda elección de sede
Después de que Barranquilla fuera retirada como sede se inició un nuevo proceso de licitación. El 5 de enero de 2024, Panam Sports invitó a sus comités nacionales miembros a hacer envío de la documentación necesaria para formalizar las candidaturas de las ciudades interesadas en albergar los juegos. La Comisión de Inspección de Panam Sports programó dos viajes en marzo, Lima y Asunción, ciudades candidatas para albergar los Juegos Panamericanos y Juegos Parapanamericanos 2027, para conocer la infraestructura así como reunirse con las autoridades locales. Durante la Asamblea, las ciudades candidatas hicieron una presentación de 40 minutos posteriormente procedieron a la votación. El 12 de marzo de 2024 se anunció a la ciudad elegida como sede de este evento.

### Candidaturas oficializadas
- Asunción: Autoridades del gobierno y del movimiento olímpico paraguayo manifestaron sus intenciones de presentar la candidatura de Asunción como sede de los Juegos Panamericanos de 2027. Camilo Pérez López Moreira, presidente del Comité Olímpico Paraguayo y de ODESUR, señaló en una rueda de prensa el 11 de enero de 2024 que Asunción cuenta con lo necesario para albergar de buena manera el evento, y añadió que el presidente del país, Santiago Peña, firmó la "carta de intención" requerida por Panam Sports para oficializar la candidatura. Asunción será sede de los Juegos Panamericanos Junior de 2025 y podría actuar como ensayo general si Asunción reemplazara a Barranquilla. Si su candidatura tiene éxito, sería la primera vez que Paraguay es sede de los principales Juegos Panamericanos.[16][17]Además, el Comité Olímpico de El Salvador confirmó su candidatura como subsede, por lo que sería el primer país centroamericano en realizar este evento.
- Lima: Lima fue sede de los Juegos Panamericanos de 2019. El alcalde de Lima, Rafael López Aliaga envió una misiva a la Organización Deportiva Panamericana (Panam Sports) para respaldar la iniciativa del Comité Olímpico Peruano (COP) de organizar los Juegos Panamericanos de 2027. López Aliaga aseguró al presidente de la entidad deportiva, Neven Ilic, que si se le otorga la sede de esta cita continental sus autoridades se comprometen a respetar el estatuto olímpico, el reglamento de los juegos y cualquier acuerdo suscrito con el comité organizador.[18] El 18 de enero de 2024, en conmemoración del 489° aniversario de la Ciudad de Lima, la presidenta de Perú, Dina Boluarte, anunció que el gobierno nacional apoyará la candidatura de Lima y que dicho respaldo fue comunicado a Panam Sports.[19]

### Votación
La ciudad de Lima, Perú, fue la ganadora de la votación en la asamblea extraordinaria de Panam Sports, que tuvo lugar en Miami, bajo el lema "Ganamos Todos". La ciudad logró más del 50 % más uno de los votos requeridos para la elección.
| Asamblea General Extraordinaria de Panam Sports 11 y 12 de marzo de 2024, Miami, Estados Unidos |          |
| Ciudad                                                                                          | Votación |
| Lima (PER)                                                                                      | 28       |
| Asunción (PRY)                                                                                  | 24       |

### Candidaturas descartadas
- Barranquilla: El presidente de Colombia Gustavo Petro anunció el 9 de enero de 2024 su viaje a Chile para reunirse con el presidente de Panam Sports, Neven Ilic, con el fin de recuperar la sede otorgada inicialmente a Barranquilla, asegurando que el país tiene cómo responder económicamente para realizar las justas.[22]Esto no constituiría una candidatura como tal ya que según declaró el presidente del Comité Olímpico Colombiano, Ciro Solano, no hay posibilidades de que la ciudad pueda volver a postular debido a la decisión de Panam Sports de retirarle la sede, por lo que los esfuerzos están centrados en revertir esta decisión. El 3 de febrero de 2024 Panam Sports anunció que no había marcha atrás y que Colombia bajo ninguna circunstancia podría albergar las justas.[23][24]

#### Ciudades interesadas
- Guadalajara y Monterrey: Guadalajara, en el estado de Jalisco, fue sede de los Juegos Panamericanos de 2011. A su vez Monterrey, Nuevo León, ha mostrado interés de ser, por primera vez, sede de los juegos. Finalmente el 16 de enero de 2024 desde el Comité Olímpico Mexicano declararon que no hay nada oficial y que no planean ni considerarán enviar una candidatura por falta de presupuesto.[25][26]
- São Paulo: São Paulo muestra interés en la realización de los dos Juegos Panamericanos (2027 y 2031). La información fue difundida inicialmente por la Dirección de Gestión de Políticas y Programas de Deportes y Ocio (DGPE), y confirmada posteriormente. Según la entidad, la candidatura 2031 fue entregada oficialmente a Panam Sports. Sin embargo, con la retirada del derecho de albergar los juegos a Barranquilla, surgió el interés de la ciudad en albergar los Juegos de 2027. La última vez que Brasil fue sede de los Juegos Panamericanos fue en 2007 en Río de Janeiro.[27] Pero, el 31 de enero de 2024, el Comité Olímpico Brasileño no oficializó la candidatura de São Paulo para 2027, a pesar del interés en receber la competición con los avances de las obras del Complejo del Pacaembu.[28]